# 2017年アジア冬季競技大会
2017年アジア冬季競技大会（2017ねんアジアとうききょうぎたいかい、英語: Eighth Asian Winter Games）は、2017年2月19日から2月26日に北海道札幌市および帯広市で開催された第8回アジア冬季競技大会。「2017冬季アジア札幌大会英語: Sapporo Asian Winter Games」とも呼ばれる。
当初は2015年に予定されていたが、2009年7月のアジアオリンピック評議会（OCA）総会にて、冬季五輪の1年前に開催するべく2017年の開催を決定した。
大会マスコットキャラクターにエゾモモンガをモチーフにした「エゾモン」、大会イメージソングに、DREAMS COME TRUEの「WINTER SONG 〜DANCING SNOWFLAKES VERSION〜」が起用された。また、PRアンバサダーとして清水宏保、浅田舞、雪ミクが起用された。

## 開催決定まで
OCAが日本オリンピック委員会を通じて札幌市・帯広市へ立候補を要請していた。2011年1月31日、2011年アジア冬季競技大会が開催されるカザフスタンでのOCA総会にて正式に開催が決定した。なお他都市の立候補はなかった。
日本開催は2003年青森大会以来14年ぶり、札幌では1990年大会以来27年ぶり3回目となる。スピードスケートのみ帯広市の帯広の森屋内スピードスケート場での分離開催となり、それ以外の競技は全て札幌市内で開催された。開会式は札幌ドーム、閉会式は真駒内屋内競技場で実施された。

## 参加国・地域
公式参加国は32か国・地域で、クウェートが個人資格扱いでの出場（公式表彰あり）、オセアニア国内オリンピック委員会からオーストラリア、ニュージーランドの2か国が、ゲスト参加という形で出場している（個人成績は残るが、メダル・入賞の表彰対象外）。アフガニスタンとバーレーンが大会参加の意思表示をしていたものの不参加となったほか、カンボジアとイラクはスケート種目への参加意思表示を示していたものの、国際スケート連盟などの競技団体に加盟していないため、出場不可となった。
| IOCコード | 参加国・地域          | 人数 |
| --------- | --------------------- | ---- |
| CHN       | 中国                  | 156  |
| JPN       | 日本                  | 146  |
| KOR       | 韓国                  | 141  |
| KAZ       | カザフスタン          | 116  |
| THA       | タイ                  | 51   |
| HKG       | 香港                  | 50   |
| MGL       | モンゴル              | 46   |
| TPE       | チャイニーズタイペイ  | 41   |
| MAS       | マレーシア            | 36   |
| INA       | インドネシア          | 34   |
| KGZ       | キルギス              | 33   |
| QAT       | カタール              | 32   |
| AUS       | オーストラリア        | 30   |
| PHI       | フィリピン            | 29   |
| IND       | インド                | 27   |
| TKM       | トルクメニスタン      | 25   |
| UAE       | アラブ首長国連邦      | 24   |
| IOA       | 独立参加 (クウェート) | 23   |
| MAC       | マカオ                | 23   |
| SIN       | シンガポール          | 22   |
| PAK       | パキスタン            | 12   |
| IRI       | イラン                | 10   |
| LIB       | レバノン              | 8    |
| PRK       | 北朝鮮                | 7    |
| VIE       | ベトナム              | 6    |
| SRI       | スリランカ            | 5    |
| TJK       | タジキスタン          | 4    |
| NEP       | ネパール              | 3    |
| NZL       | ニュージーランド      | 3    |
| JOR       | ヨルダン              | 2    |
| TLS       | 東ティモール          | 1    |
| UZB       | ウズベキスタン        | 1    |

不参加国
- アフガニスタン
- バーレーン
- バングラデシュ
- ブータン
- ブルネイ
- カンボジア
- イラク
- ラオス
- モルディブ
- ミャンマー
- オマーン
- パレスチナ
- サウジアラビア
- シリア
- イエメン

## 国・地域別メダル受賞数
| 順   | 国・地域     | 金 | 銀 | 銅 | 計  |
| ---- | ------------ | -- | -- | -- | --- |
| 1    | 日本         | 27 | 21 | 26 | 74  |
| 2    | 韓国         | 16 | 18 | 16 | 50  |
| 3    | 中国         | 12 | 14 | 9  | 35  |
| 4    | カザフスタン | 9  | 11 | 12 | 32  |
| 5    | 北朝鮮       | 0  | 0  | 1  | 1   |
| 総計 | 総計         | 64 | 64 | 64 | 192 |

## 実施競技・会場
括弧内の数字は種目数
- スキー
  -  アルペンスキー（4）
    - サッポロテイネスキー場

  -  クロスカントリースキー（10）
    - 白旗山競技場

  -  スキージャンプ（3）
    - 大倉山ジャンプ競技場（ラージヒル）
    - 宮の森ジャンプ競技場（ノーマルヒル）

  -  フリースタイルスキー（4）
    - さっぽろばんけいスキー場

  -  スノーボード（6）
    - サッポロテイネスキー場（大回転、回転）
    - さっぽろばんけいスキー場（ハーフパイプ）
- スケート
  -  スピードスケート（14）
    - 帯広の森スピードスケート場

  -  ショートトラックスピードスケート（8）
    - 真駒内屋内競技場

  -  フィギュアスケート（4）
    - 真駒内屋内競技場
- バイアスロン（7）
  - 西岡バイアスロン競技場
- アイスホッケー（2）
  - 札幌市月寒体育館、札幌市美香保体育館、札幌市星置スケート場
- カーリング（2）
  - 札幌市カーリング場

## 開会式・閉会式
開会式は2月19日に札幌ドームで挙行された。秋元克広大会組織委員長（札幌市長）、シェイク・アーマド・アル＝ファハド・アル＝アーマド・アル＝サバーハOCA会長のあいさつのち、天皇の名代として皇太子徳仁親王が開会宣言を行い、国旗、OCA旗掲揚、OCA賛歌吹奏、選手宣誓の後、当日開催のスノーボードの表彰式が行われた。最終聖火ランナーとして長野五輪スキージャンプ団体金・ラージヒル銅メダリスト原田雅彦が聖火を点火した。
閉会式は2月26日に真駒内屋内競技場で、皇太子徳仁親王が臨席し、フィギュアスケート競技のエキシビションを兼ね開催された。OCA旗降下、OCA賛歌吹奏、聖火の消火が行われた。